# Éliminatoires du Championnat d'Europe de football 2000, groupe 1
Cet article donne le calendrier, les résultats des matches ainsi que le classement du groupe 1 des éliminatoires de l'Euro 2000.

## Classement
| Rang | Équipe         | Pts | J | G | N | P | Bp | Bc | Diff |  | Résultats (▼ dom., ► ext.) |     |     |     |     |     |
| ---- | -------------- | --- | - | - | - | - | -- | -- | ---- |  | -------------------------- | --- | --- | --- | --- | --- |
| 1    | Italie         | 15  | 8 | 4 | 3 | 1 | 13 | 5  | +8   |  | Italie                     |     | 2-3 | 2-0 | 4-0 | 1-1 |
| 2    | Danemark       | 14  | 8 | 4 | 2 | 2 | 11 | 8  | +3   |  | Danemark                   | 1-2 |     | 2-1 | 1-2 | 1-0 |
| 3    | Suisse         | 14  | 8 | 4 | 2 | 2 | 9  | 5  | +4   |  | Suisse                     | 0-0 | 1-1 |     | 2-0 | 2-0 |
| 4    | Pays de Galles | 9   | 8 | 3 | 0 | 5 | 7  | 16 | -9   |  | Pays de Galles             | 0-2 | 0-2 | 0-2 |     | 3-2 |
| 5    | Biélorussie    | 3   | 8 | 0 | 3 | 5 | 4  | 10 | -6   |  | Biélorussie                | 0-0 | 0-0 | 0-1 | 1-2 |     |

## Résultats et calendrier
| 5 septembre 1998 | Biélorussie | 0 - 0 | Danemark | Stade Dinamo, Minsk                             |
|                  |             |       |          | Spectateurs : 20 000 Arbitrage : Georg Dardenne |

| 5 septembre 1998 | Pays de Galles | 0 - 2 | Italie                | Anfield, Liverpool                           |                                              |
|                  |                |       | 19e Fuser · 77e Vieri | Spectateurs : 23 160 Arbitrage : Terje Hauge | Spectateurs : 23 160 Arbitrage : Terje Hauge |

| 10 octobre 1998 | Italie            | 2 - 0 | Suisse | Stade Friuli, Udine                         |                                             |
|                 | Del Piero 19e 61e |       |        | Spectateurs : 35 247 Arbitrage : Alain Sars | Spectateurs : 35 247 Arbitrage : Alain Sars |

| 10 octobre 1998 | Danemark        | 1 - 2 | Pays de Galles                  | Parken Stadium, Copenhague                     |                                                |
|                 | Frederiksen 58e |       | 59e Williams (en) · 86e Bellamy | Spectateurs : 35 247 Arbitrage : Sándor Piller | Spectateurs : 35 247 Arbitrage : Sándor Piller |

| 14 octobre 1998 | Pays de Galles                               | 3 - 2 | Biélorussie                 | Ninian Park, Cardiff                             |                                                  |
|                 | Robinson (en) 14e · Coleman 53e · Symons 84e |       | 20e Gurenko · 48e Belkevich | Spectateurs : 21 508 Arbitrage : Lawrence Sammut | Spectateurs : 21 508 Arbitrage : Lawrence Sammut |

| 14 octobre 1998 | Suisse        | 1 - 1 | Danemark     | Stade du Hardturm, Zurich                         |                                                   |
|                 | Chapuisat 58e |       | 90e Tobiasen | Spectateurs : 12 500 Arbitrage : Miroslav Radoman | Spectateurs : 12 500 Arbitrage : Miroslav Radoman |

| 27 mars 1999 | Biélorussie | 0 - 1 | Suisse       | Stade Dinamo, Minsk                          |                                              |
|              |             |       | 72e Fournier | Spectateurs : 35 000 Arbitrage : Oğuz Sarvan | Spectateurs : 35 000 Arbitrage : Oğuz Sarvan |

| 27 mars 1999 | Danemark | 1 - 2 | Italie                  | Parken Stadium, Copenhague                           |                                                      |
|              | Sand 58e |       | 1re Inzaghi · 70e Conte | Spectateurs : 41 429 Arbitrage : Antonio López Nieto | Spectateurs : 41 429 Arbitrage : Antonio López Nieto |

| 31 mars 1999 | Italie             | 1 - 1 | Biélorussie   | Stade Del Conero, Ancône                       |                                                |
|              | Inzaghi 31e (pen.) |       | 24e Belkevich | Spectateurs : 20 735 Arbitrage : Michel Piraux | Spectateurs : 20 735 Arbitrage : Michel Piraux |

| 31 mars 1999 | Suisse           | 2 - 0 | Pays de Galles | Stade du Letzigrund, Zurich                    |                                                |
|              | Chapuisat 4e 70e |       |                | Spectateurs : 13 500 Arbitrage : Miroslav Liba | Spectateurs : 13 500 Arbitrage : Miroslav Liba |

| 5 juin 1999 | Danemark    | 1 - 0 | Biélorussie | Parken Stadium, Copenhague                       |                                                  |
|             | Heintze 23e |       |             | Spectateurs : 24 876 Arbitrage : Lucílio Batista | Spectateurs : 24 876 Arbitrage : Lucílio Batista |

| 5 juin 1999 | Italie                                            | 4 - 0 | Pays de Galles | Stade Renato-Dall'Ara, Bologne                   |                                                  |
|             | Vieri 7e · Inzaghi 37e · Maldini 40e · Chiesa 89e |       |                | Spectateurs : 12 392 Arbitrage : Edgar Steinborn | Spectateurs : 12 392 Arbitrage : Edgar Steinborn |

| 9 juin 1999 | Suisse | 0 - 0 | Italie | Stade olympique de la Pontaise, Lausanne     |
|             |        |       |        | Spectateurs : 13 124 Arbitrage : Graham Poll |

| 9 juin 1999 | Pays de Galles | 0 - 2 | Danemark                   | Anfield, Liverpool                             |                                                |
|             |                |       | 84e Tomasson · 89e Tøfting | Spectateurs : 10 956 Arbitrage : Armand Ancion | Spectateurs : 10 956 Arbitrage : Armand Ancion |

| 4 septembre 1999 | Danemark                   | 2 - 1 | Suisse         | Parken Stadium, Copenhague                      |                                                 |
|                  | Nielsen 54e · Tomasson 81e |       | 79e Türkyılmaz | Spectateurs : 41 667 Arbitrage : Ryszard Wójcik | Spectateurs : 41 667 Arbitrage : Ryszard Wójcik |

| 4 septembre 1999 | Biélorussie | 1 - 2 | Pays de Galles           | Stade Dinamo, Minsk                                 |                                                     |
|                  | Baranov 30e |       | 42e Saunders · 86e Giggs | Spectateurs : 20 400 Arbitrage : Tom Henning Øvrebø | Spectateurs : 20 400 Arbitrage : Tom Henning Øvrebø |

| 8 septembre 1999 | Italie                | 2 - 3 | Danemark                                            | Stade San Paolo, Naples                   |                                           |
|                  | Fuser 10e · Vieri 34e |       | 39e (pen.) Jørgensen · 57e Wieghorst · 63e Tomasson | Spectateurs : 48 919 Arbitrage : Dick Jol | Spectateurs : 48 919 Arbitrage : Dick Jol |

| 8 septembre 1999 | Suisse                    | 2 - 0 | Biélorussie | Stade olympique de la Pontaise, Lausanne       |                                                |
|                  | Türkyılmaz 68e 86e (pen.) |       |             | Spectateurs : 12 500 Arbitrage : Leslie Irvine | Spectateurs : 12 500 Arbitrage : Leslie Irvine |

| 9 octobre 1999 | Biélorussie | 0 - 0 | Italie | Stade Dinamo, Minsk                             |
|                |             |       |        | Spectateurs : 25 500 Arbitrage : Claude Colombo |

| 9 octobre 1999 | Pays de Galles | 0 - 2 | Suisse                      | Racecourse Ground, Wrexham                         |                                                    |
|                |                |       | 16e Rey · 59e Bühlmann (en) | Spectateurs : 5 064 Arbitrage : Spiridon Papadakos | Spectateurs : 5 064 Arbitrage : Spiridon Papadakos |